# 아오야마 다다토모
아오야마 다다토모(일본어: 青山忠朝, 1708년 ~ 1760년)는 에도 시대 중기의 다이묘이다. 단바 가메야마번 제3대 번주, 동국 사사야마번 초대 번주를 지냈다. 에도 막부에선 오사카 조다이를 맡았다. 아오야마 종가 제7대 당주.
| 전임 아오야마 도시하루 | 제3대 단바 가메야마번 번주 (아오야마가) 1730년 ~ 1748년 | 후임 마쓰다이라 노부미네 |

| 전임 마쓰다이라 노부미네 | 제1대 사사야마번 번주 (아오야마가) 1748년 ~ 1760년 | 후임 아오야마 다다타카 |

| 전임 이노우에 마사쓰네 | 제35대 오사카 조다이 1758년 ~ 1760년 | 후임 마쓰다이라 야스요시 |